# دوري كرة القدم الغربي 1923–24
دوري كرة القدم الغربي 1923–24 (بالإنجليزية: 1923–24 Western Football League)‏ هو موسم من دوري كرة القدم الغربي ‏. فاز فيه Lovell's Athletic F.C. ‏.